# Área metropolitana de Lisboa

Área metropolitana de Lisboa

La Gran Área Metropolitana de Lisboa o Región estadística de Lisboa  es un territorio que comprende 18 municipios de la zona de influencia de Lisboa, capital de Portugal. Limita al norte con la Región Centro, al nordeste, este y sur con el Alentejo, y al sur y oeste con el océano Atlántico. 

Logo

El Área Metropolitana de Lisboa es el área con mayor densidad de población de Portugal. Los datos preliminares del censo portugués de 2021 elevan la población del área metropolitana a 2.871.133 habitantes (superior a ¼ de los habitantes de Portugal), de los cuales el 19,98 % vive en la ciudad de Lisboa. Aproximadamente el 27,75 % de la población de Portugal vive en los 3015,2 km² que abarca el AML (equivalente al 3,3 % del territorio de Portugal). En 2011, el AML tenía una población activa de aproximadamente 1,3 millones de personas. Con el 32,7 % del empleo nacional localizado en su territorio, en 2011 la contribución del AML en el producto interior bruto de Portugal superaba el 36 %.
Esta región estadística fue creada en 2002, después de que la región de Lisboa y Valle del Tajo fuera repartida entre la Región Centro (donde quedaron las subregiones de Oeste y Medio Tejo) y el Alentejo (donde quedó la subregión de Lezíria do Tejo). La nueva Región de Lisboa se constituyó así con las dos restantes subregiones de Lisboa y Valle del Tajo: Grande Lisboa y Península de Setúbal.
Los municipios situados al norte del Tajo pertenecen al distrito de Lisboa, mientras que los que están al sur pertenecen al distrito de Setúbal.
| Municipio           | Área       | Población (2011) | Densidad   | NUTS III             | Distrito | Región cultural |
| ------------------- | ---------- | ---------------- | ---------- | -------------------- | -------- | --------------- |
| Amadora             | 23,79 km²  | 175 136          | 7361,7/km² | Grande Lisboa        | Lisboa   | Estremadura     |
| Cascaes             | 97,4 km²   | 206 479          | 2119,9/km² | Grande Lisboa        | Lisboa   | Estremadura     |
| Lisboa              | 100,05 km² | 547 733          | 5474,6/km² | Grande Lisboa        | Lisboa   | Estremadura     |
| Loures              | 167,24 km² | 205 054          | 1226,1/km² | Grande Lisboa        | Lisboa   | Estremadura     |
| Mafra               | 291,66 km² | 76 685           | 262,9/km²  | Grande Lisboa        | Lisboa   | Estremadura     |
| Odivelas            | 26,54 km²  | 144 549          | 5446,5/km² | Grande Lisboa        | Lisboa   | Estremadura     |
| Oeiras              | 45,88 km²  | 172 120          | 3751,5/km² | Grande Lisboa        | Lisboa   | Estremadura     |
| Sintra              | 319,23 km² | 377 835          | 1183,6/km² | Grande Lisboa        | Lisboa   | Estremadura     |
| Vila Franca de Xira | 318,19 km² | 136 886          | 430,2/km²  | Grande Lisboa        | Lisboa   | Ribatejo        |
| Alcochete           | 128,36 km² | 17 569           | 136,9/km²  | Península de Setúbal | Setúbal  | Estremadura     |
| Almada              | 70,21 km²  | 174 030          | 2478,7/km² | Península de Setúbal | Setúbal  | Estremadura     |
| Barreiro            | 36,39 km²  | 78 764           | 2164,4/km² | Península de Setúbal | Setúbal  | Estremadura     |
| Moita               | 55,26 km²  | 66 029           | 1194,9/km² | Península de Setúbal | Setúbal  | Estremadura     |
| Montijo             | 348,62 km² | 51 222           | 146,9/km²  | Península de Setúbal | Setúbal  | Estremadura     |
| Palmela             | 465,12 km² | 62 831           | 135,1/km²  | Península de Setúbal | Setúbal  | Estremadura     |
| Seixal              | 95,5 km²   | 158 269          | 1657,3/km² | Península de Setúbal | Setúbal  | Estremadura     |
| Sesimbra            | 195,47 km² | 49 500           | 253,2/km²  | Península de Setúbal | Setúbal  | Estremadura     |
| Setúbal             | 230,33 km² | 121 185          | 526,1/km²  | Península de Setúbal | Setúbal  | Estremadura     |
| Total               | 2957,4 km² | 2831 814         | 893,0/km²  |                      |          |                 |